# Сан Ђакомо (Беневенто)
Сан Ђакомо је насеље у Италији у округу Беневенто, региону Кампанија.
Према процени из 2011. у насељу је живело 636 становника. Насеље се налази на надморској висини од 422 м.